# Curtis Frazier
Curtis Frazier est un homme politique américain, militant du Parti de la Constitution. Il en fut le candidat au poste de Vice-président des États-Unis lors de l'Élection présidentielle des États-Unis d'Amérique 2000 après le renoncement de Joseph Sobran. Il formait un tandem avec Howard Phillips pour la présidence. En 1998 Frazier était candidat sous l'ancien nom du Parti de la Constitution  "U.S. Taxpayers party" pour le poste de Sénateur du Missouri. Il obtint 15,368 votes soit 1,0 % de l'électorat.